# Pan de centeno

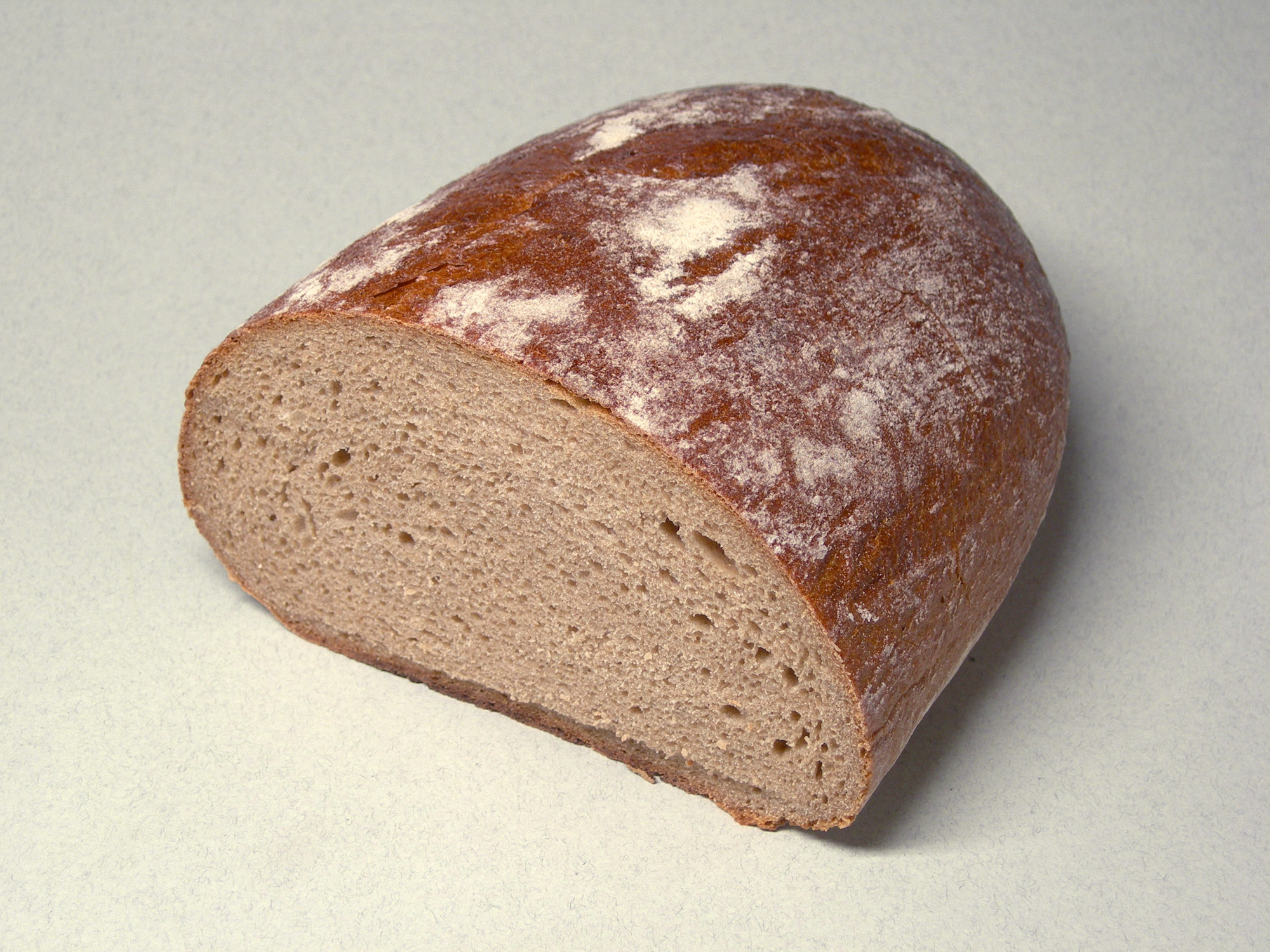
Corte de un pan típico de centeno que lleva mezcla de harina de trigo, lo que hace que la mezcla no sea tan oscura. Pan alemán Mischbrot (Kasseler).

El pan de centeno, también conocido como pan negro, es un tipo de pan elaborado con harina de centeno, la panificación muestra una miga más oscura que el pan de trigo. En la actualidad se suele comercializar este pan con mezclas de otras harinas con el objeto de mejorar sus prestaciones de miga. 
Se trata de un pan que posee un alto grado de fibra alimenticia y que hoy en día es muy popular. En la antigüedad era considerado un pan de gente humilde. Se caracteriza por su fuerte sabor y por la capacidad de permanecer comestible durante largos periodos de tiempo.

## Características

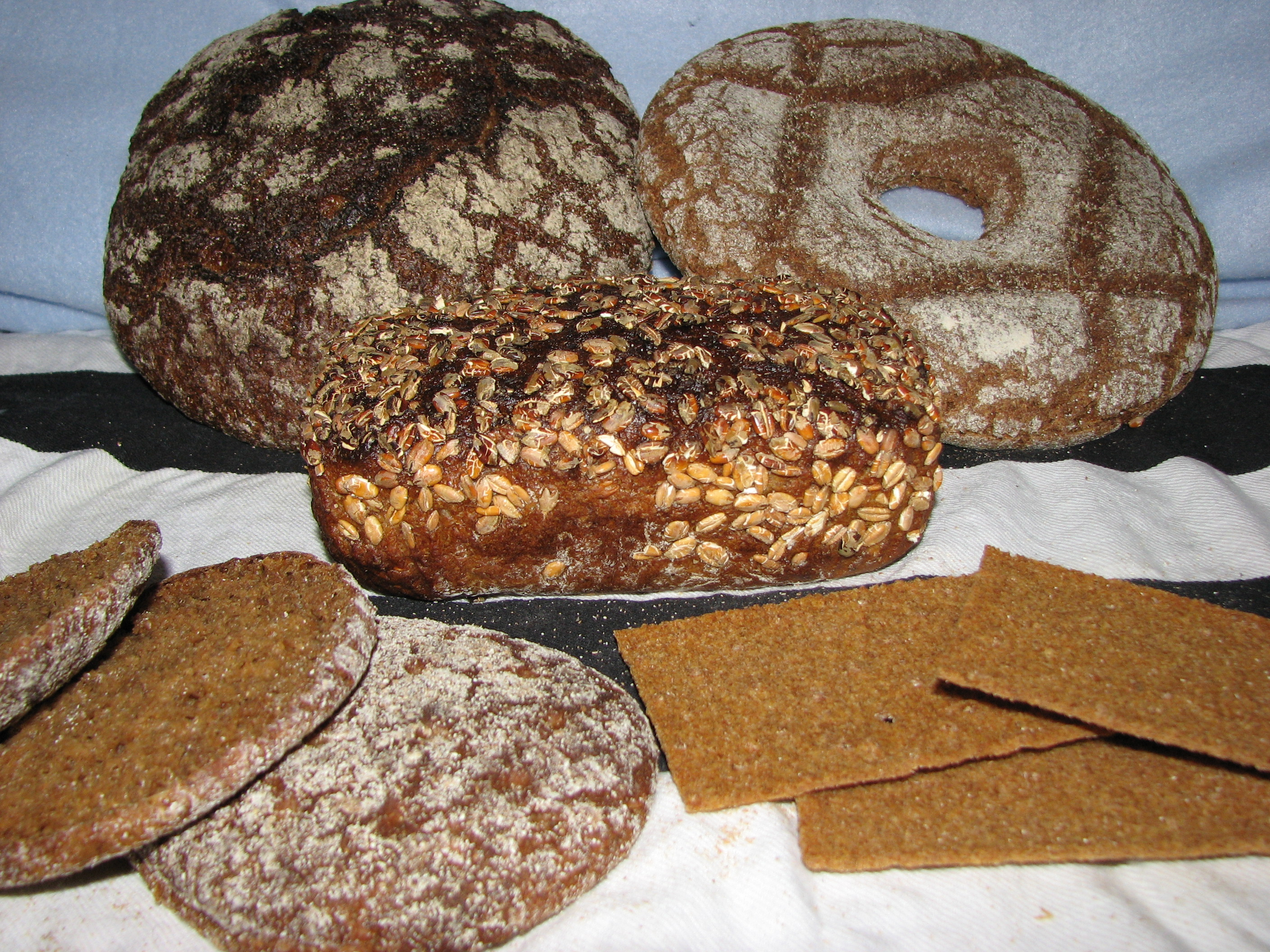
Cinco diversos panes de centeno de Finlandia.

Los panes elaborados con harina de centeno poseen menos contenido de gluten y eso hace que levanten menos en la fermentación que los panes elaborados con harinas de trigo. Es por esta razón por la que parecen "más densos". Su harina al ser horneada presenta una miga oscura. Suele añadírsele cilantro (típico ingrediente del pan ruso), canela, alcaravea. Una de las características que diferencian los panes de harina de trigo de los panes de harina de centeno es la amilasa, parece ser que la amilasa del centeno es más estable a altas temperaturas que su contrapartida en el trigo. La estructura de la harina de centeno está compuesta de almidones y pentosas. Su ausencia de gluten hace que la estructura de la masa no retenga el dióxido de carbono emitido por la fermentación. Se nota también diferencia en el sabor: la harina de centeno es más amarga, es por esta razón por la que a veces se aplaca este sabor mediante especias (pan especiado ruso), el empleo de canela, etc.
Para hacer panes de centeno con masas leudadas se suelen emplear cultivos de Lactobacillus procedentes de masas madre para que desactiven el efecto de las amilasas y se favorezcan las gelatinizaciones de la masa, de tal forma, que en el entorno ácido que proporcionan estas bacterias lácticas sea posible retener el CO2 liberado, obteniendo finalmente un pan ligero. 

### Nutrición
El contenido de fibra dietética que posee este tipo de panes les hace ideales como complemento nutritivo en algunas dietas donde se quiere combatir el estreñimiento, favoreciendo el tránsito intestinal. Es un pan cuya harina posee menos proteínas y por lo tanto afecta en menor medida a los enfermos con celiaquía, no obstante es desaconsejable su ingesta (igualmente contiene gluten, aunque poco). Es recomendable en las dietas de los diabéticos ya que retrasa la absorción de los azúcares en el intestino.

## Tipos de pan
Dentro de la categoría de panes de centeno hay países que han desarrollado técnicas especiales para su elaboración:
- - En la cocina alemana pueden encontrarse panes de centeno (Roggenbrot) como el Pumpernickel. En la culinaria de Westfalia se suele elaborar embutidos con granos de centeno: Wurstebrei y se cocinan fritos hasta tener apariencia de pan.
- - En la cocina de Dinamarca es muy popular el Rugbrød.
- - Un pan de centeno muy popular en Finlandia que lleva incluido un pescado en su interior es el Kalakukko. También se puede encontrar el Ruisreikäleipä con forma de anillo.
- - El pan de centeno utilizado en la cocina islandesa es el Rúgbrauð.

## Usos
Es conocido el pan de centeno en diversas preparaciones como puede ser sándwiches: uno de los más conocidos es el Reuben sandwich en EE. UU., el Hot Brown. Es muy popular en Rusia donde la gente humilde lo come con el salo (una especie de panceta). Participa en fiestas lituanas como el Kaziuko mugė. En la cocina polaca durante las celebraciones de Pascua se elaboran sopas: Żurek con las migas de pan de centeno. De la misma forma aparece en plato nacional polaco: el bigos, como y con salchichas y carnes fritos, cocidos o asados, acompañando algunas sopas o salsas, o simplemente preparado como sándwich. En Holanda es tradicional servir la popular sopa erwtensoep con rodajas de pan de centeno.